# 中山千枚田
中山千枚田(なかやませんまいだ)は、小豆島の中央部分にある中山地区の「日本の棚田百選」にも選ばれた
約800枚の大小の棚田である。この中山千枚田は南北朝時代から江戸時代中期にかけて、海抜150メートルから250メートルの傾斜地を開墾し、石を積み上げ造られた古いものである。

## 所在地
- 香川県小豆郡小豆島町中山１４８７

## アクセス
- 高松港から国際両備フェリーで小豆島(池田港)まで、約2時間15分

池田港から約5.5km、車で15分
- 駐車場は、中山公民館駐車場を利用可

## 催し
映画「八日目の蝉」のロケ地となったことをきっかけに、2011年から7月初旬に虫送り行事が復活した。劇場版アニメ「からかい上手の高木さん」にも登場している。

## 取り組み
2014（平成26）年からは、先例として滋賀県高島市や奈良県明日香村で実施していた棚田オーナー制度を中山地区に導入し、2019（令和1）年には14組、36人の応募が全国各地からあった。オーナー制度は棚田のオーナーに対し、田植えや稲刈りなどの体験のほか、伝統文化である中山奉納農村歌舞伎の鑑賞や虫送りに参加できるようにするなど、地元ならではの特色のある取り組みである。ただこれらは、は田植えや稲刈りなどの農業体験といった一時的な交流にとどまり、持続可能な棚田農業の実現には至っていない。

## 近在の施設
- 殿川ダム
- 多聞寺（たもんじ） 小豆島霊場第46番
- 栂尾山（とがのおさん） 小豆島霊場第四十七番
- 毘沙門堂（びしゃもんどう）小豆島霊場第四十八番